# SungWon Cho
SungWon Cho ( /ˈsʌŋwʌn/ SUNG -wun; 조성원 (romanización revisada, Jo Seong-won); nacido el 9 de diciembre de 1990), también conocido por su seudónimo de Internet ProZD, es un actor de doblaje y YouTuber estadounidense. En su canal de YouTube, Cho produce breves parodias de comedia, videos de unboxing y reseñas de juegos de mesa y refrigerios. También es conocido por interpretar al Detective Joe Furuya en Anime Crimes Division y por sus muchos papeles de actuación de voz, incluidos FL4K en Borderlands 3, Holst Sigiswald Goneril en Fire Emblem Warriors: Three Hopes y Ratatösk en God of War Ragnarök.

## Primeros años
SungWon Cho nació de padres coreanos en Saint Paul, Minnesota, el 9 de diciembre de 1990, y luego se mudó a DeWitt, Míchigan. Comenzó a actuar como actor de voz en la escuela secundaria cuando interpretó a diferentes personajes en las obras de radio de un amigo. Asistió a la Universidad Estatal de Míchigan, donde actuó con frecuencia en presentaciones en vivo y se graduó en 2012 con una licenciatura en Información y Tecnología de Medios. En 2012, después de graduarse, se describió a sí mismo como "en una rutina creativa" y enseñó inglés como segunda lengua a estudiantes inmigrantes coreanos.

## Carrera
En octubre de 2012, Cho comenzó a publicar diariamente contenido de voz en Tumblr, creando una audiencia y eventualmente volviéndose viral con un video de él cantando "Let It Go" de Frozen como Goofy. Su primera incursión en la actuación de voz profesional ocurrió cuando el director de voz Deven Mack vio uno de sus videos de YouTube y lo hizo audicionar para Apotheon, donde terminó asegurando el papel del villano principal Zeus. Permaneció activo en Vine hasta el anuncio de su cierre en 2016 y también fue finalista de los 9th Shorty Awards for Vine of the Year. Cho cambió su enfoque a su canal de YouTube, su audiencia lo sigue desde Vine y su trabajo aparece a menudo en la página principal de Reddit.
En 2017, Cho protagonizó su primer papel de acción en vivo como el personaje principal, el detective Joe Furuya, en Anime Crimes Division de Crunchyroll, por la que fue nominado a Mejor actuación en una comedia para los 8th Streamy Awards. A mediados de 2018, Creative Artists Agency se acercó y lo contrató coincidiendo con un traslado ya planificado a Los Ángeles para continuar su carrera como actor de voz. Poco después fue elegido para la serie multiétnica Gen:Lock, de Rooster Teeth, y le dijo a Phillip Martinez de Newsweek: "La actuación de voz me da mucha más libertad porque no estoy limitado por mi apariencia física. Puedo expresar todo tipo de personajes diferentes".
La presencia de Cho en YouTube creció a lo largo de ese tiempo con su canal superando los 3.75 millones de suscriptores y la mayor parte de sus ingresos entre el trabajo de actuación de voz proveniente de patrocinios e ingresos publicitarios. Sus videos son intencionalmente de bajo presupuesto y, a menudo, presentan universos recurrentes con sus propios personajes, incluida una parodia de anime ("The Tomoko Chairem Anime Canon") y una parodia de un juego de rol ("King Dragon"), a través de la cual parodia clichés y tropos de anime y juegos de rol. Continuó expandiendo estas historias existentes que habían comenzado originalmente en Vine, además de crear un canal, Press Buttons n Talk, con su amigo Alex Mankin. En 2019, Cho prestó su voz al personaje FL4K en el popular videojuego Borderlands 3. Ha sido uno de los favoritos de los fanáticos en la comunidad del anime, siendo un invitado frecuente en las convenciones y presentando los Crunchyroll Anime Awards.

## Vida personal
En octubre de 2015, Cho se comprometió con Anne Marie Salter, a quien había conocido a través de una comunidad de fanfiction en línea de Super Mario. Se casaron el 28 de mayo de 2016. Tienen dos gatos llamados Effie y Sophie que a veces se ven en los videos de Cho.
Se le ocurrió el nombre de usuario "ProZD" en la escuela primaria y dijo que no revelaría lo que significa porque "es tan vergonzoso que ni siquiera mi esposa lo sabe". El 26 de abril de 2022, Cho tuiteó que finalmente le había revelado el significado del nombre de usuario a su esposa después de estar juntos durante catorce años.

## Filmografía

### Cine
| Año  | Título              | Papel          | Notas                   |
| ---- | ------------------- | -------------- | ----------------------- |
| 2018 | Something           | Actor          | Voz                     |
| 2021 | Belle               |                | Voz (doblaje en inglés) |
| 2023 | Lackadaisy          | Mordecai       | Voz; cortometraje       |
| 2023 | BlackBerry          | Ritchie Cheung |                         |
| 2025 | Las guerreras K-pop | Abby Saja      | Voz                     |

### Televisión
| Año  | Título                                        | Papel                                      | Notas                           |
| ---- | --------------------------------------------- | ------------------------------------------ | ------------------------------- |
| 2018 | Legend of the Galactic Heroes: The New Thesis | Legrange                                   | 1 episodio                      |
| 2018 | Radiant                                       | Master Lord Majesty                        | 3 episodios, doblaje en inglés  |
| 2019 | Gen:Lock                                      | Heng Li 'Henry' Wu                         | 3 episodios                     |
| 2019 | OK K.O.! Let's Be Heroes                      | Johnny, Jack Whacky, Rando, Teamster, Game | 2 episodios                     |
| 2020 | El mundo de Craig                             | Keun Sup "The Blur"                        | 4 episodios                     |
| 2020 | Big City Greens                               | Maestro / King Violin                      | 1 episodio                      |
| 2020 | Akudama Drive                                 | Shark                                      | Doblaje en inglés               |
| 2021 | Adventure Time: Distant Lands                 | Brain Wizard                               | Episodio: "Wizard City"         |
| 2021 | Ōsama Ranking                                 | Kage                                       | Protagonista, doblaje en inglés |
| 2021 | One Piece                                     | Nekomamushi                                | Secundario, doblaje en inglés   |
| 2021 | 86: Eighty-Six                                | Richard Altner                             | Secundario, doblaje en inglés   |
| 2021 | Mahōka Kōkō no Rettōsei                       | Kotaro Tatsumi                             | Doblaje en inglés               |
| 2022 | Odd Taxi                                      | Kensuke Shibagaki                          | Doblaje en inglés               |
| 2022 | Tokyo 24-ku                                   | Hiroki Shirakaba                           | Doblaje en inglés               |
| 2022 | Birdgirl                                      | Voces adicionales                          |                                 |
| 2023 | Shūmatsu no Valkyrie                          | Kajinosuke Tanikaze                        | Temporada 2, doblaje en inglés  |

### Series web
| Año       | Título                               | Papel                                    | Notas                          |
| --------- | ------------------------------------ | ---------------------------------------- | ------------------------------ |
| 2017–2018 | Anime Crimes Division                | Detective Joe Furuya                     | Protagonista                   |
| 2018      | Nomad of Nowhere                     | Toro                                     | Episodio 7                     |
| 2018      | Camp Camp                            | Brian                                    | Temporada 3, episodio 3        |
| 2018      | Red vs. Blue                         | Rey Atlus Arcadium Rex                   | 8 episodios                    |
| 2019      | Tuca & Bertie                        | Ultra-Sam S380                           | 1 episodio                     |
| 2020      | Bigtop Burger                        | Doctor                                   | 5 episodios                    |
| 2020      | Aggretsuko                           | Hyodo                                    | 9 episodios, doblaje en inglés |
| 2020      | Pokémon: Twilight Wings              | Mustard, Mienshao                        | The Gathering of Stars         |
| 2020      | Onyx Equinox                         | Xolotl                                   | 2 episodios                    |
| 2021      | High Guardian Spice                  | Cal, Kemp, Demon                         | 5 episodios                    |
| 2022      | The Hamlet Factory                   | Birmy                                    | 1 episodio                     |
| 2022      | Samurai Rabbit: The Usagi Chronicles | Lord Kogane, Warimashi, Head Keisatsukan |                                |
| 2022      | Drawtectives: Celestial Spear        | Villainius                               | 1 episodio                     |
| 2023      | Lackadaisy                           | Mordecai Heller                          | Piloto                         |
| 2024      | Game Changer                         | FixItMan78 / Él mismo                    | Episodio: "Deja Vu"            |
| 2025      | Critical Role (one-shots)            | Hasporo                                  | Episodio: "Avowed One-Shot"    |
| 2025      | Drawtectives: Midnight Alley         | Kragor Skullbreaker                      | Episodio: "A City on Fire"     |

### Videojuego
| Año  | Título                                     | Papel                                | Notas                                                  |
| ---- | ------------------------------------------ | ------------------------------------ | ------------------------------------------------------ |
| 2014 | Ace Attorney Investigations 2              | Gregory Edgeworth                    | Traducción fan                                         |
| 2015 | Apotheon                                   | Zeus                                 |                                                        |
| 2016 | Move or Die                                | Anunciador                           |                                                        |
| 2017 | Battlerite                                 | Sirius                               |                                                        |
| 2017 | Fallen Legion                              | G'ndarark the Bloodhammer            |                                                        |
| 2017 | A Hat in Time                              | Express Owls / Intercom              |                                                        |
| 2017 | 2064: Read Only Memories                   | Froyo Guy, Bouncers, and Police ROMs |                                                        |
| 2018 | Monster Prom                               | Brian / Interdimensional Prince      |                                                        |
| 2018 | 2MD: VR Football                           | Coach                                |                                                        |
| 2018 | Unavowed                                   | Kalash                               |                                                        |
| 2018 | BattleCON: Online                          | King Alexian XXXVII                  |                                                        |
| 2018 | Attack of the Earthlings                   | Dennis Dickinham                     |                                                        |
| 2018 | Wonder Wickets                             | Leo                                  |                                                        |
| 2019 | Judgment                                   | Tashiro                              | Doblaje en inglés                                      |
| 2019 | Akash: Path of the Five                    | Caspian                              |                                                        |
| 2019 | River City Girls                           | Nishimura                            |                                                        |
| 2019 | Borderlands 3                              | FL4K                                 |                                                        |
| 2020 | Granblue Fantasy Versus                    | Vaseraga, Soldado Imperial           | Doblaje en inglés                                      |
| 2020 | Yakuza: Like a Dragon                      | Mitsuo Yasumura                      | Doblaje en inglés                                      |
| 2020 | Forgotten Waters                           | Captain Jesbut J Vance               |                                                        |
| 2020 | Soulcalibur VI                             | Hwang Seong-gyeong                   | Doblaje en inglés (desde la versión 2.30)              |
| 2020 | Fire Emblem Heroes                         | Darros                               | Doblaje en inglés                                      |
| 2021 | Persona 5 Strikers                         | Voces adicionales                    | Doblaje en inglés                                      |
| 2021 | Genshin Impact                             | Krosl / Uncle Dai / Bravo            | Doblaje en inglés                                      |
| 2021 | Scarlet Nexus                              | Voces adicionales                    | Doblaje en inglés                                      |
| 2021 | Disgaea 6: Defiance of Destiny             | Misedor                              | Doblaje en inglés                                      |
| 2021 | Boyfriend Dungeon                          | Sunder the Talwar                    |                                                        |
| 2021 | Mary Skelter Finale                        | Jabberwock                           |                                                        |
| 2021 | Lost Judgment                              | Tesso / Tashiro                      | Doblaje en inglés                                      |
| 2021 | Monster Hunter Rise                        | Hibasa                               | Doblaje en inglés                                      |
| 2022 | Shadow Warrior 3                           | Zilla                                |                                                        |
| 2022 | Phantom Breaker: Omnia                     | Phantom                              | Doblaje en inglés                                      |
| 2022 | Rune Factory 5                             | Bandit, Oswald                       | Doblaje en inglés                                      |
| 2022 | Arcade Spirits: The New Challengers        | Domino                               |                                                        |
| 2022 | Neon White                                 | Mikey                                |                                                        |
| 2022 | AI: The Somnium Files – Nirvana Initiative | Gen Ishiyagane                       | Doblaje en inglés                                      |
| 2022 | Fire Emblem Warriors: Three Hopes          | Holst Sigiswald Goneril              | Doblaje en inglés                                      |
| 2022 | God of War: Ragnarök                       | Ratatösk                             | También captura de movimiento y asistencia en el guion |
| 2023 | Master Detective Archives: Rain Code       | Number One                           | Doblaje en inglés                                      |
| 2023 | Advance Wars 1+2: Re-Boot Camp             | Eagle / Flak                         |                                                        |